# Tropical Islands

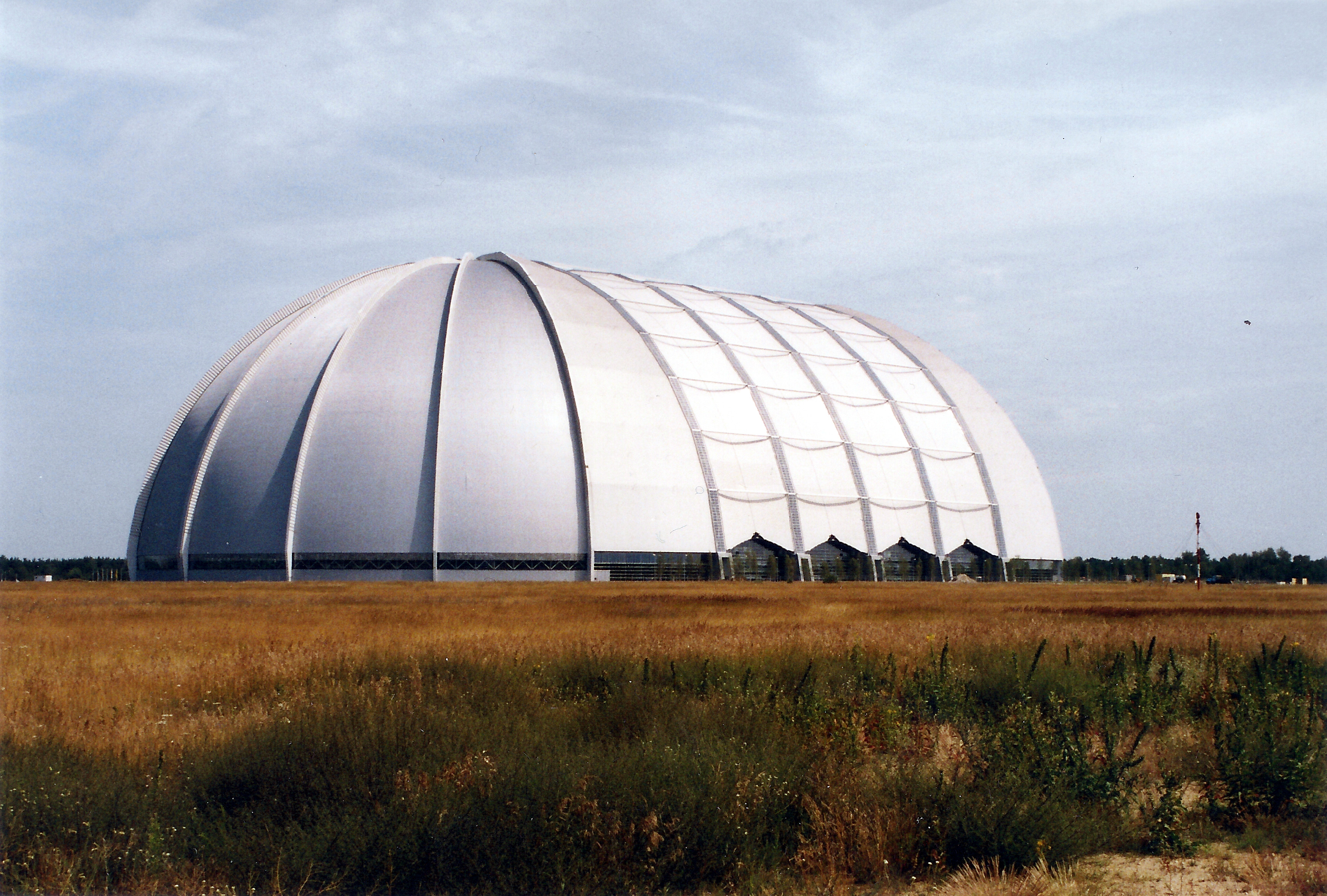
Aerium, vue extérieure

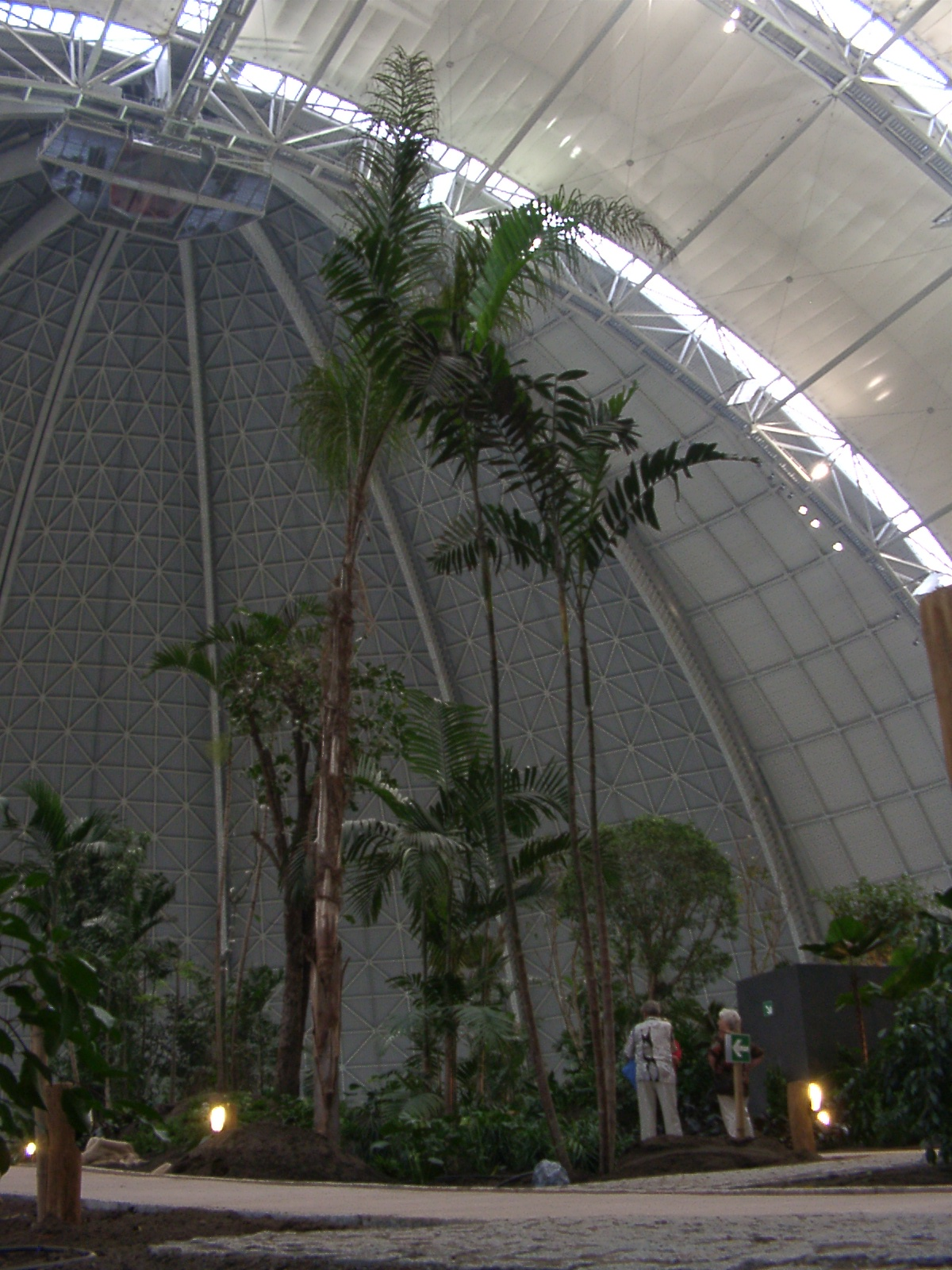
Vue intérieure du toit

Tropical Islands Resort est un parc aquatique tropical artificiel au Brandebourg en Allemagne. On dit[Qui ?] qu’il s’agit de la plus grande piscine tropicale d’intérieur dans le monde. Il peut accueillir près de 7 000 visiteurs par jour.

## Situation et historique
Le complexe se trouve à Krausnick-Groß Wasserburg, dans l’arrondissement de Dahme-Forêt-de-Spree, à environ 60 km au sud-est de Berlin, sortie Staakow de l’autoroute A13.
Il est abrité dans un ancien hangar désaffecté de 360 m de long sur 210 m de large pour une hauteur de 107 m. Sa surface est de 66 000 m2. Avec 5,5 millions de m³, il fait partie des plus grands bâtiments au point de vue du volume, et est le plus grand hall simple du monde sans pilier de soutien interne. Ce hangar, nommé Aerium, a coûté 78 millions d’euros et était à l’origine conçu par Cargolifter AG pour y ranger un dirigeable — le CL160 — qui n'a jamais été construit.
La compagnie malaisienne Tanjong a alors acheté le hangar et l’immobilier avoisinant pour la somme de 17,5 millions d’euros. Elle l’a transformé en parc aquatique avec habitat tropical artificiel. Tropical Islands a ouvert ses portes le 19 décembre 2004.
Les visiteurs y trouvent un environnement exotique, dans un cadre de forêt tropicale, avec plage, soleil artificiel, palmiers, orchidées et une bande sonore de chants d'oiseaux. L’air y est chaud (25 °C). Tropical Islands est ouvert 24h/24 chaque jour de l’année, même si les entrées ne sont possibles que jusqu'en début de soirée.

## Thèmes
Différents lieux à thèmes y sont aménagés :
- Monde des fleurs tropicales.
- Village de la nourriture tropicale.
- La colline de la forêt tropicale (forêt tropicale avec un marais de palétuviers et un chemin d’1 km de long)
- Mer tropicale (piscine tropicale de 4 400 m², d’une profondeur de 1,40 m, une plage large de 8 m et 850 chaises de plage).
- Lagon de Bali (avec une piscine de 1 200 m², d’une profondeur de moins d’1 m, jeux d’eau : fontaines, canal d’écoulement, douches, tourbillons et deux chutes).

Certains visiteurs critiquent la profondeur de l’eau dans la mer tropicale et le lagon de Bali qu’ils jugent insuffisante[réf. nécessaire].

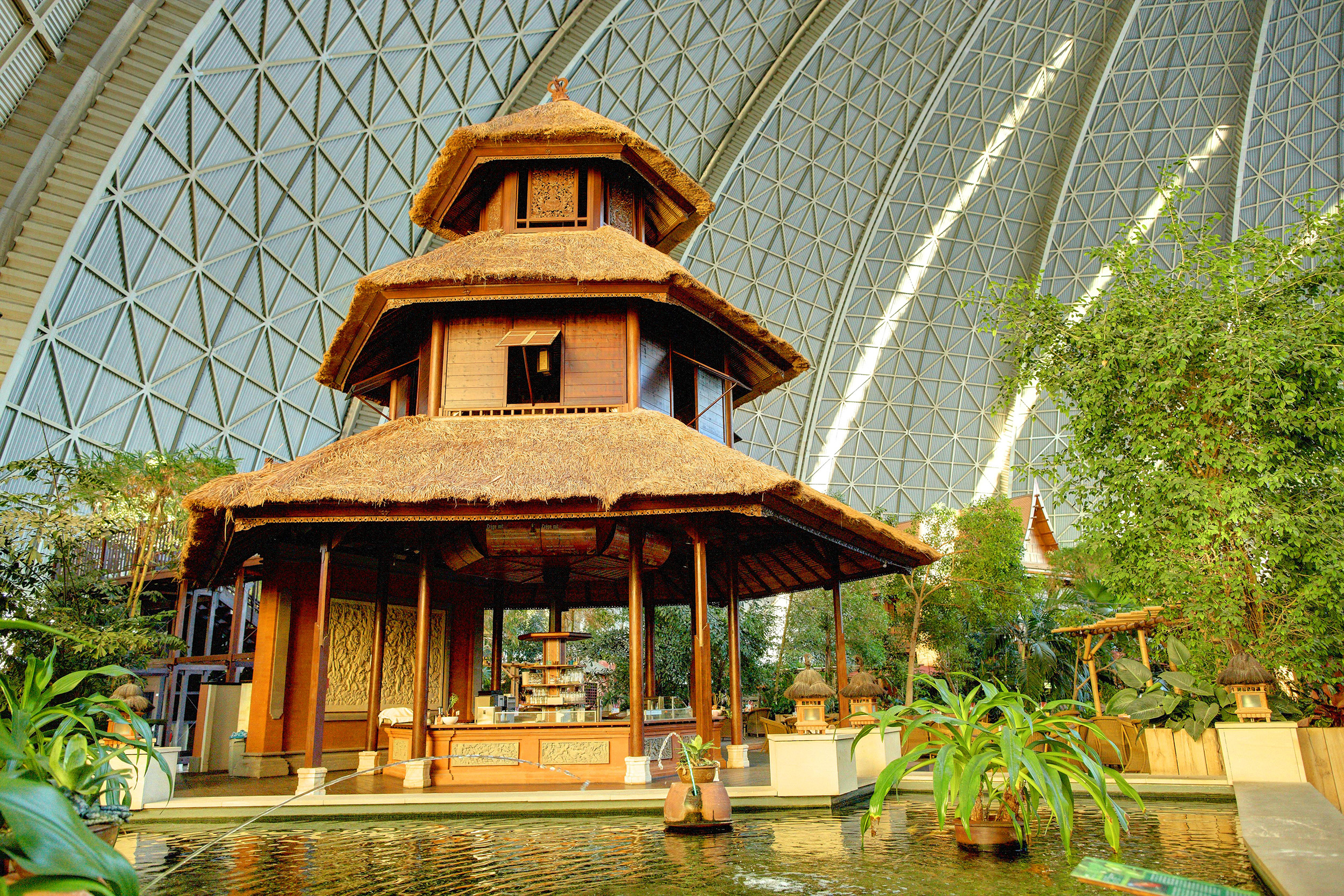
Pavillon de Bali
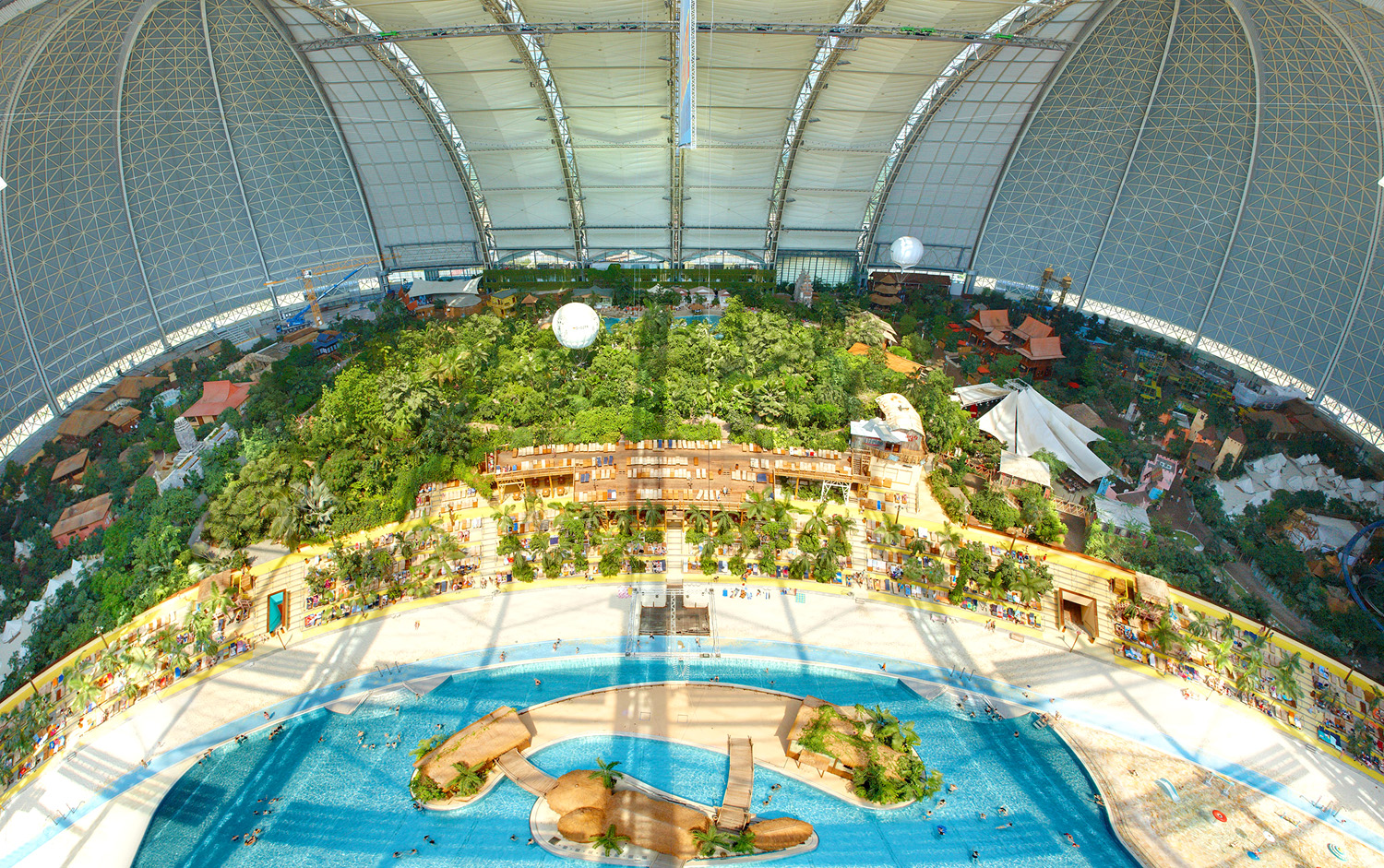
Intérieur
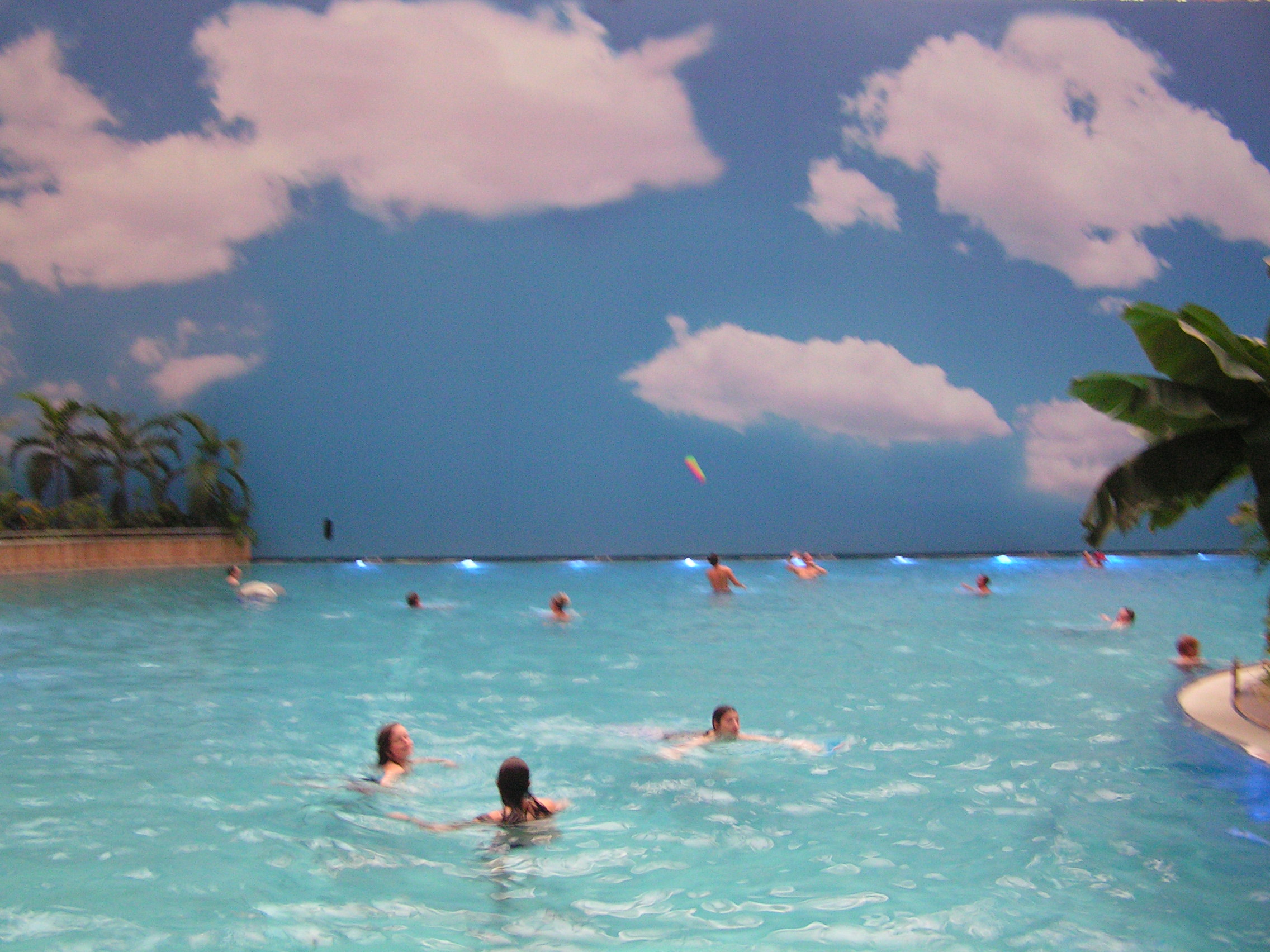
Intérieur
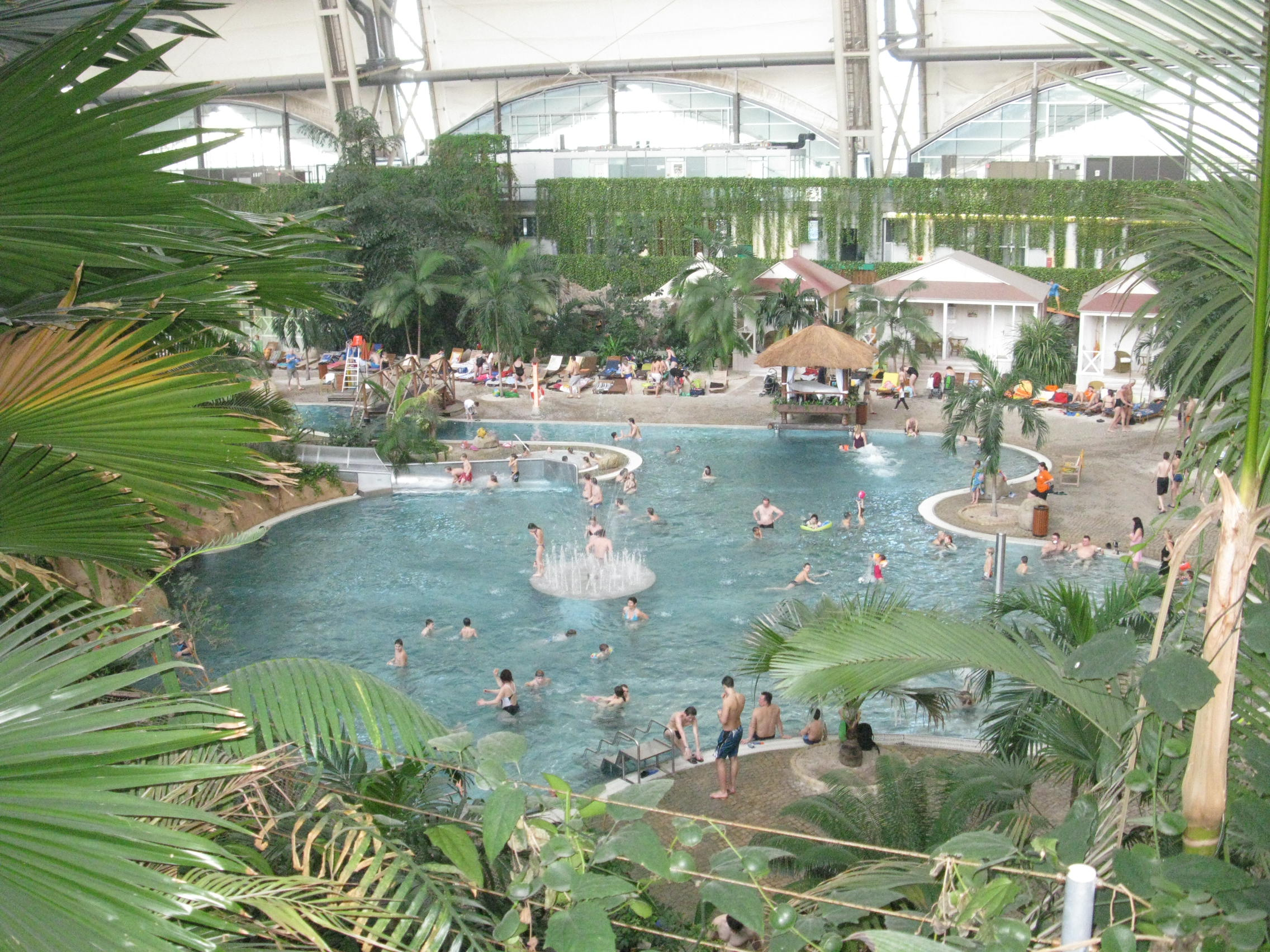
Intérieur
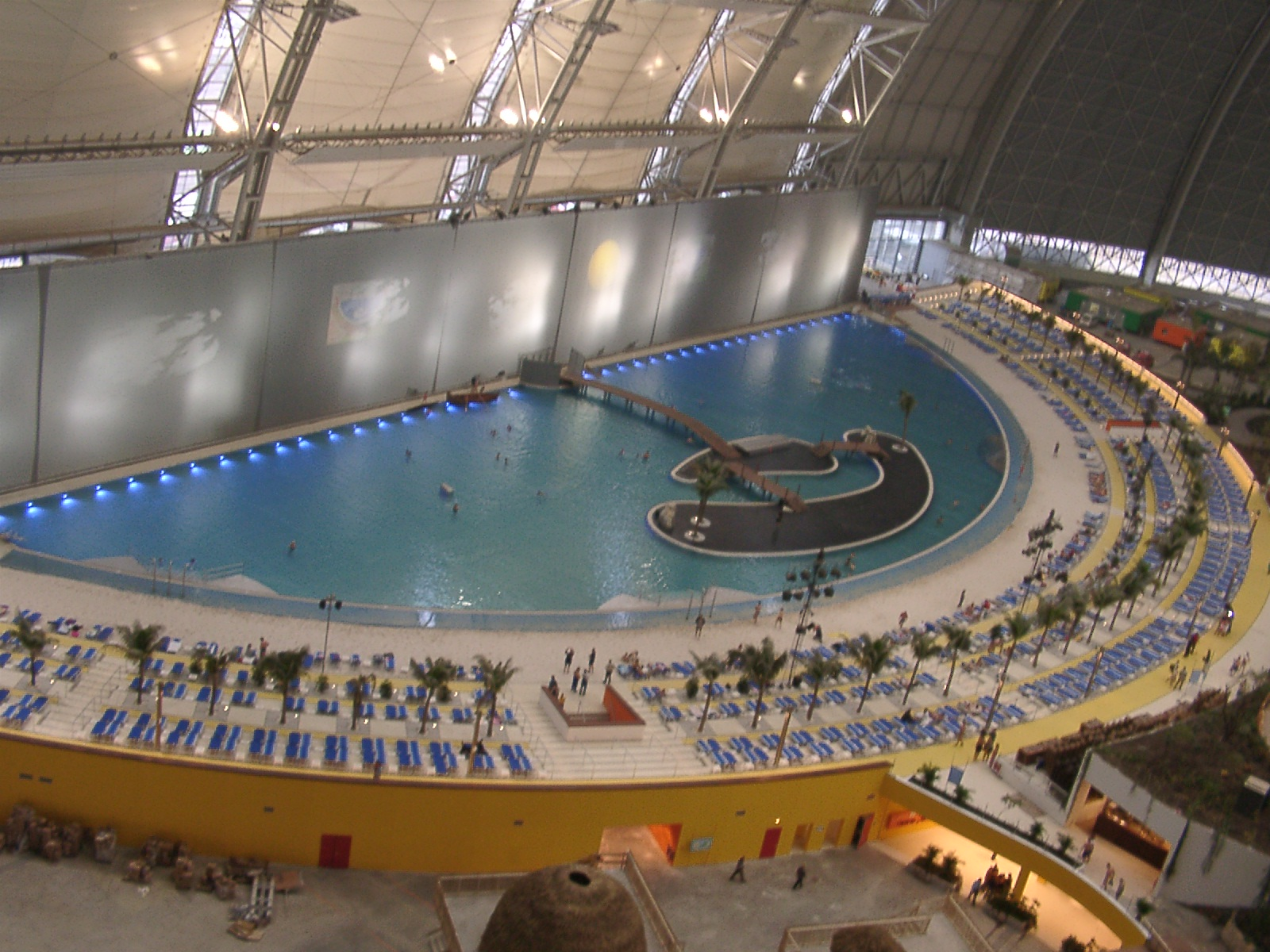
Intérieur